# Corethrella mckeeveri
Corethrella mckeeveri är en tvåvingeart som beskrevs av Donald Henry Colless 1994. Corethrella mckeeveri ingår i släktet Corethrella och familjen Corethrellidae. Inga underarter finns listade i Catalogue of Life.